# بوگورودیتسک
شهر بوگورودیتسک (به روسی: Богородицк) در کشور روسیه و در اوبلاست تولا واقع شده‌است.

## نگارخانه

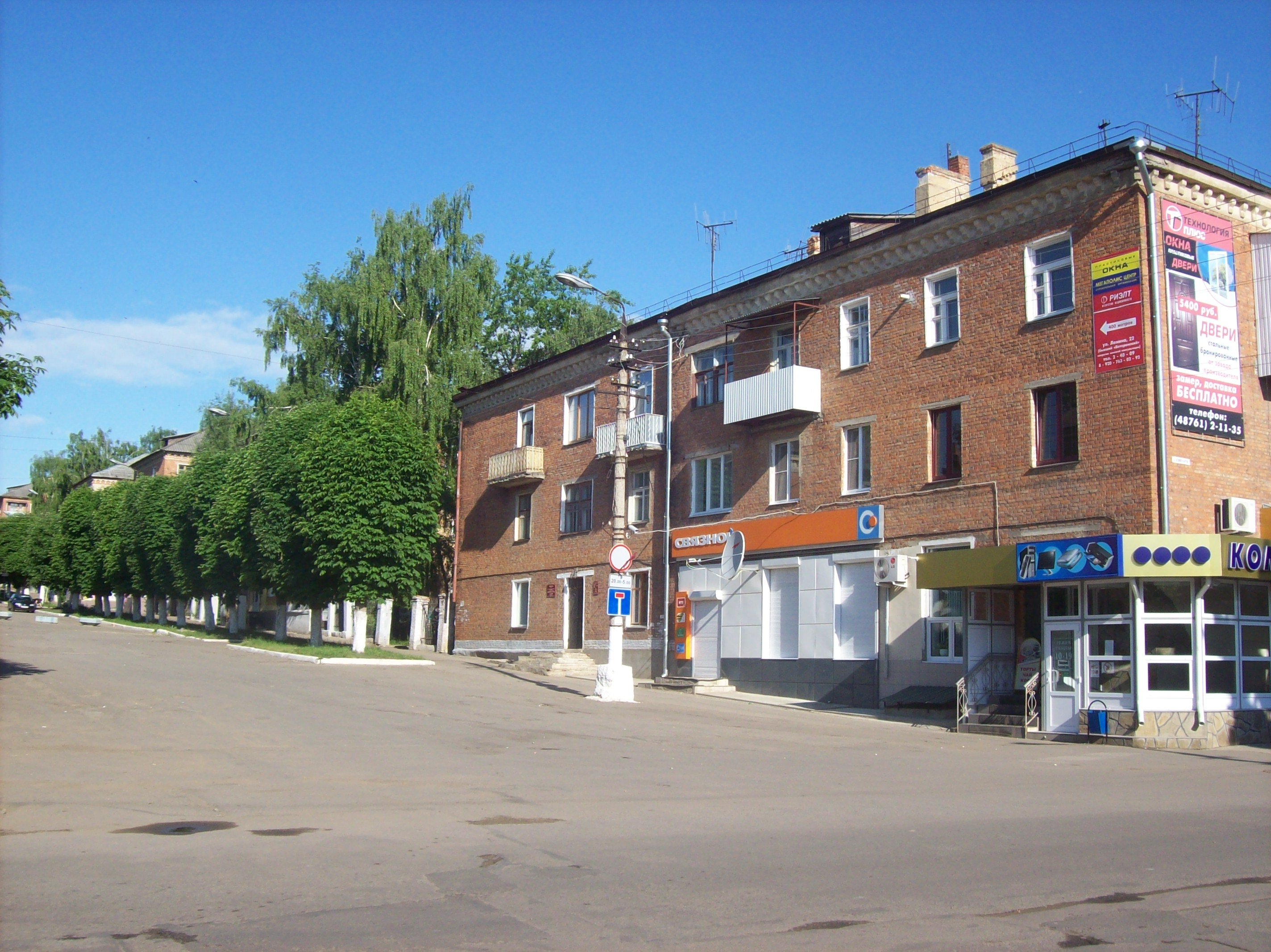